# Neupotz
Neupotz är en kommun och ort i Landkreis Germersheim i förbundslandet Rheinland-Pfalz i Tyskland.
Kommunen ingår i kommunalförbundet Verbandsgemeinde Jockgrim tillsammans med ytterligare tre kommuner.